# Ksar Tafilelt
Ksar Tafilelt (en arabe قصر تافيلالت) est un quartier rattaché à la commune de Bounoura, dans la vallée du Mzab, dans la wilaya de Ghardaïa en Algérie.
Cette localité, construite selon les principes de l'architecture ksourienne à partir des années 1990, est connue pour sa conception écologique,.

## Localisation

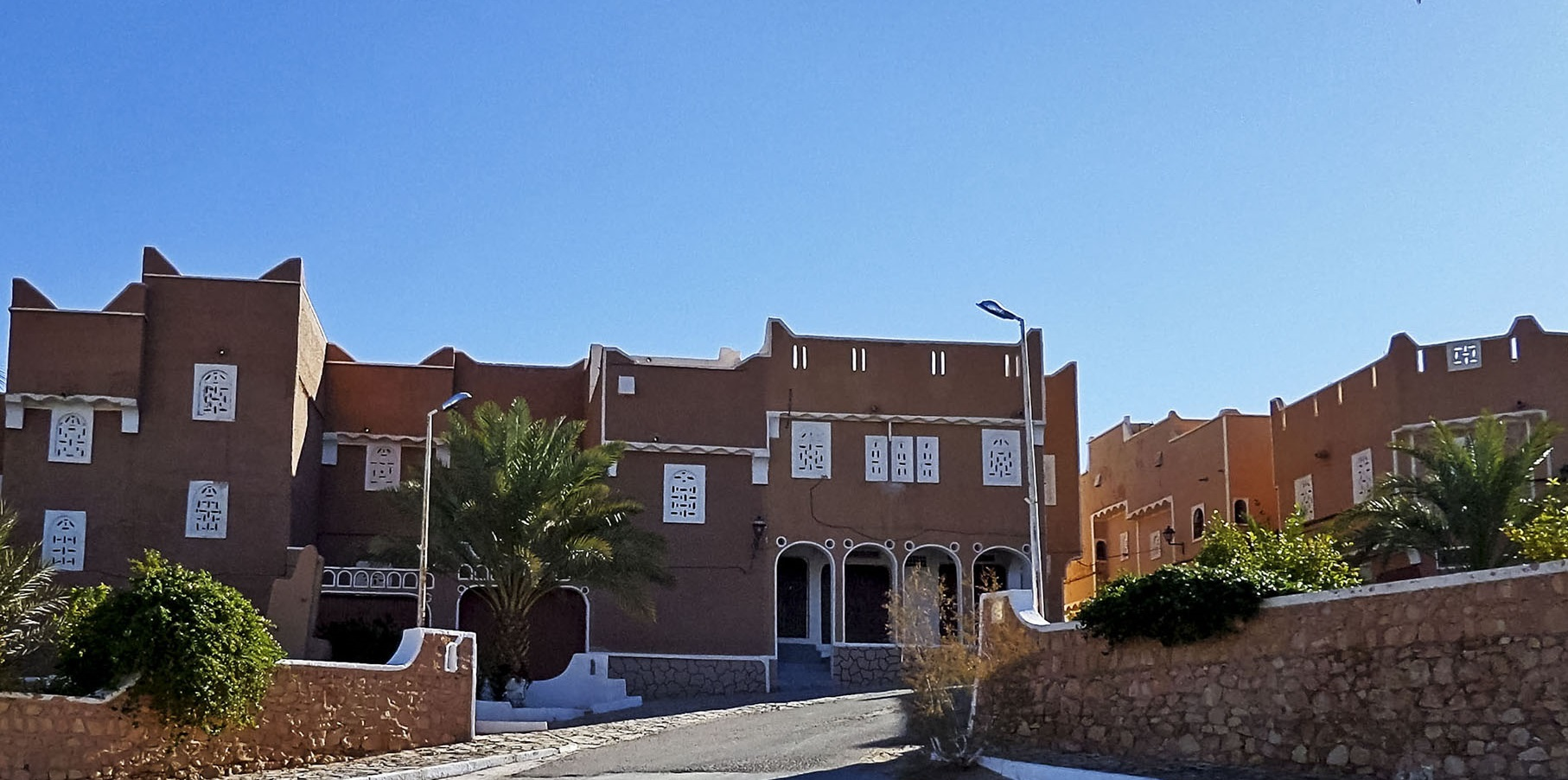
Murs du ksar de Tafilelt.

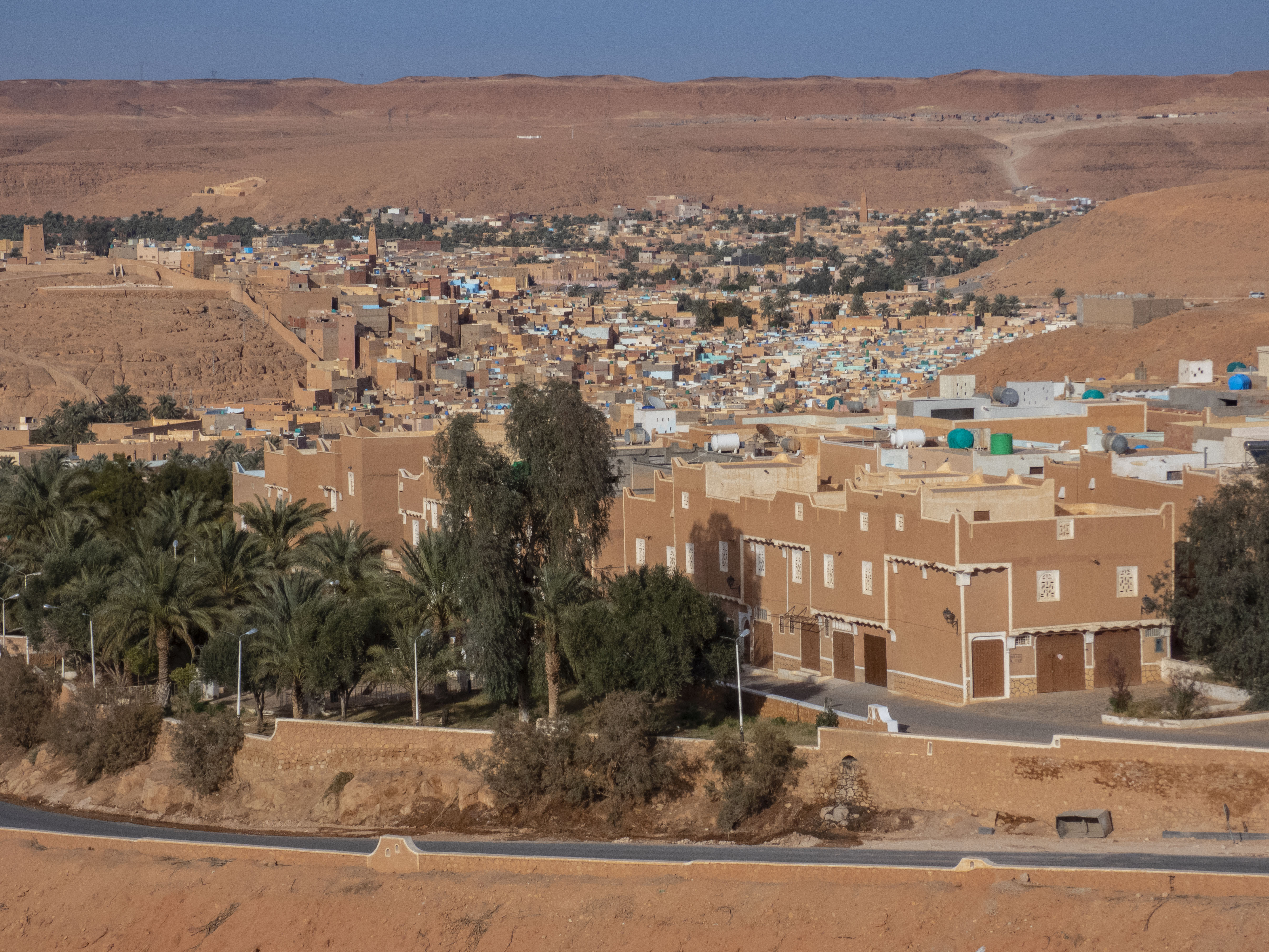
Vue de Tinemmirine depuis la tour de Tafilelt.

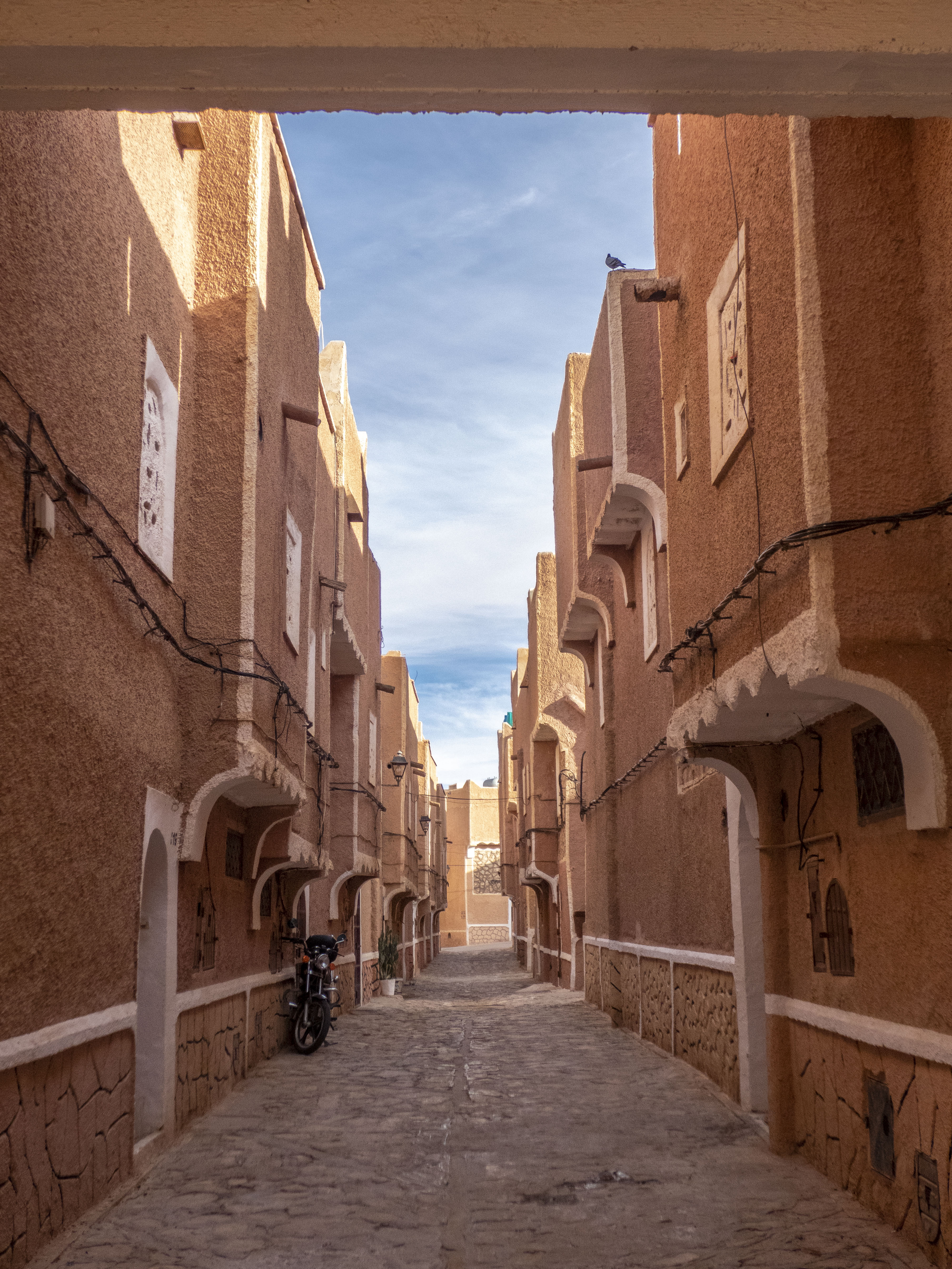
Rue de Tafilelt.

Tafilelt est incluse dans la commune de Bounoura au nord de la wilaya de Ghardaïa, à 4 km de Ghardaïa et à 600 km au sud d'Alger. Elle est située au sud du ksar historique de Beni Isguen, nichée au sommet d'un plateau qui domine la vallée du Mzab,. Elle est entourée d'autres quartiers récents comme Tinemmirine, Tawenza et Tinaâm.

## Histoire
L'idée de la construction d'une ville écologique naît dans les années 1990, dans un contexte de crise du logement et de construction massive de logements en béton.
C'est en 1997 qu'a lieu la création de la fondation Amidoul par Ahmed Nouh. Celle-ci achète le terrain de vingt-deux hectares (0,22 km2) à l'État, puis promeut le projet et propose des prêts à taux zéro pour l'achat de maisons.
Les premières distributions de logements ont lieu en 2000.  Le projet constitue une réponse sociale à la crise du logement laissant des populations majoritairement pauvres et jeunes sans terrain à s’offrir pour se loger. La priorité a été donnée aux familles ainsi qu' aux femmes qui ont des enfants à charge ou des parents à charge.
La ville est inaugurée en 2004 par le président Abdelaziz Bouteflika.
En 2013, le seuil de 6 000 habitants, vivant dans un millier de maisons, est atteint.
En 2014, la ville reçoit le prix de la Ligue Arabe pour l'environnement.
En novembre 2016, lors de la COP 22 à Marrakech, elle obtient le premier prix de la ville durable.

## Caractéristiques

### Écologique

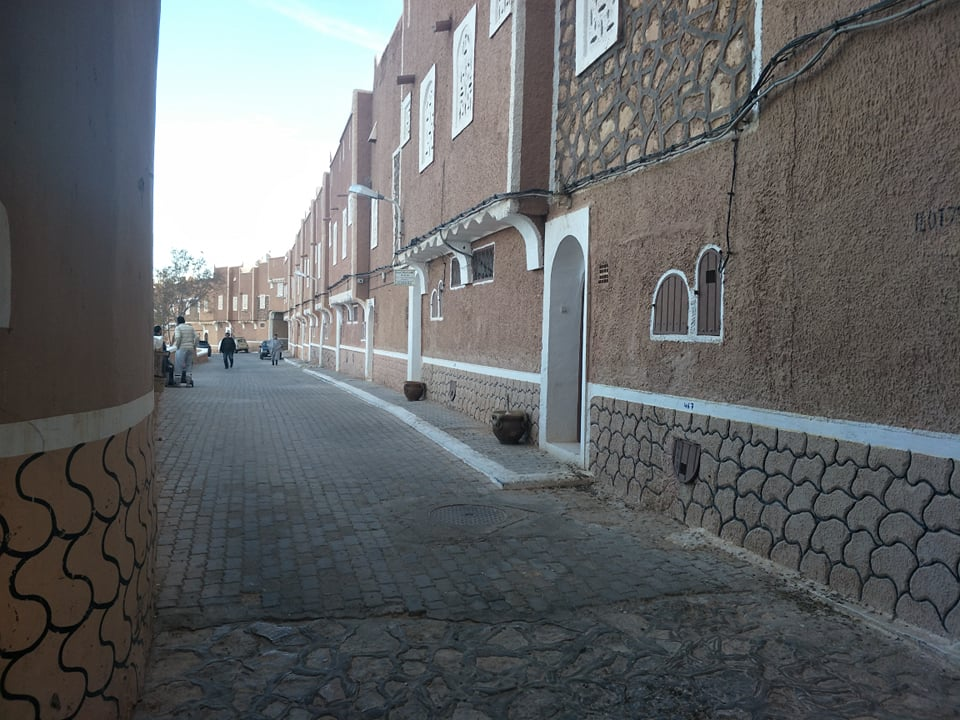
Rue de Tafilelt.

La ville est construite selon les principes de l'architecture ksourienne, et adaptée à la proximité du désert. Les rues sont étroites pour y garder de l'ombre et casser les vents de sable du Sahara. Le béton n'est pas utilisé, au profit de la pierre, du plâtre et de la chaux, qui sont moins chers, plus facilement disponibles et meilleurs isolants. Les fenêtres sont barrées par des moucharabieh, ce qui permet plus de fraîcheur à l'intérieur des bâtiments. Les maisons ne font pas plus d'un étage (7,6 m), et sont de couleur ocre et blanche.  La modernité s’insère dans le projet par « l’introduction de l’élément «cour» pour augmenter l’éclairage et l’aération de l’habitation ainsi que l’élargissement de ses espaces intérieurs » (A. Nouh). 
Les habitants de la ville entretiennent une forêt entretenue selon les règles de l'agriculture biologique, et des animaux : chèvres, moutons et singes, nourris en partie grâce aux déchets alimentaires. Chaque personne doit ainsi s'occuper d'un palmier, d'un arbre d'ornement et d'un arbre fruitier.
La mauvaise qualité du sol a nécessité trois ans d'efforts avant de réussir à faire pousser quoi que ce soit, et un système de traitement des eaux usées a été mis en place, qui permet l'irrigation. 50 % des eaux usées sont ainsi recyclées.

### Vie quotidienne
Les 6 000 habitants de la ville sont majoritairement des mozabites de religion musulmane ibadite. Une charte rend obligatoire la touiza, c'est-à-dire la participation aux travaux d'intérêt général, comme la construction ou la propreté. 
Les maisons sont réparties en îlots de 28 à 30 maisons, dans lesquelles chacun est responsable de la propreté à tour de rôle.